# Attus auratus
Attus auratus är en spindelart som beskrevs av Władysław Taczanowski 1871. Attus auratus ingår i släktet Attus och familjen hoppspindlar. Inga underarter finns listade.